# Baker River (Pemigewasset River)
Der Baker River in New Hampshire ist ein knapp 50 km langer Nebenfluss des Pemigewasset River in Grafton County. Andere Namen des Flusses waren Abocadneticook, Asquam Chommeock oder Asquam Chumakee in unterschiedlichen Schreibweisen. Der Baker River entspringt am Mount Moosilauke. Von dort fließt er in zunächst südlicher, dann östlicher Richtung zum Pemigewasset. Im Süden von Wentworth vereinigt sich der Nord- mit dem Südarm, der in Orange entspringt. Wie der Berg, an dem er entsteht, liegt der Baker River im äußersten Südwesten der White Mountains. Seinen Namen hat er von Lieutenant Thos. Baker, der im Jahre 1712 eine Expedition in das damals kaum erforschte nördliche Hinterland der Kolonien führte und dabei das Tal des Baker River hinab zog. Im Bereich der Mündung der Baker in den Pemigewasset kam es dabei zu einem Zusammenstoss mit Ureinwohnern, bei dem mehrere davon getötet wurden. Ein anderer Zwischenfall am Baker River ereignete sich am 28. April 1752, als John Stark von Abenaki gefangen genommen und mit einem Gefährten nach Kanada entführt wurde. An der Mündung des Baker in den Pemi liegt das 1763 begründete Plymouth.

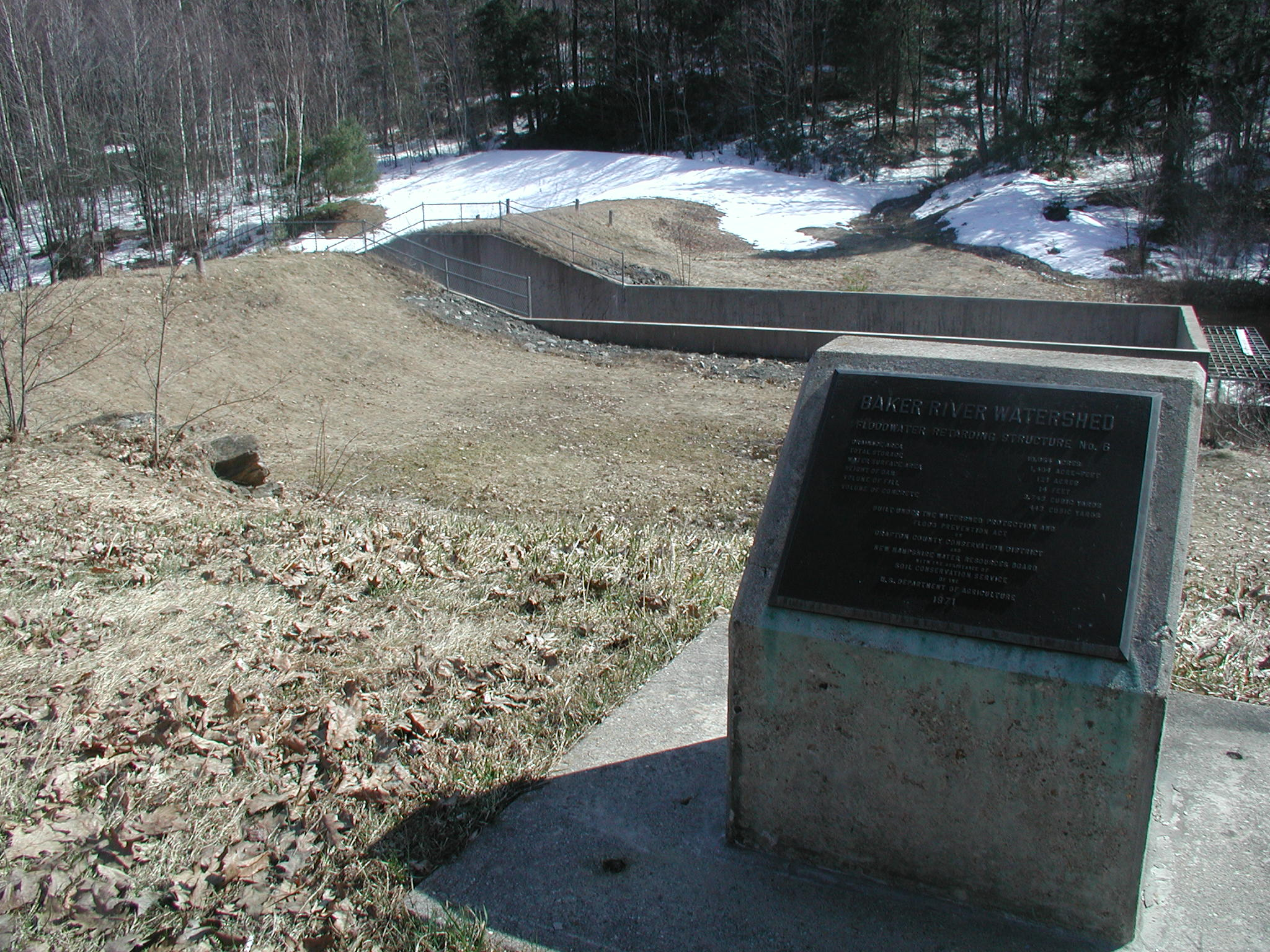
Hochwasserkontrolldamm in Wentworth
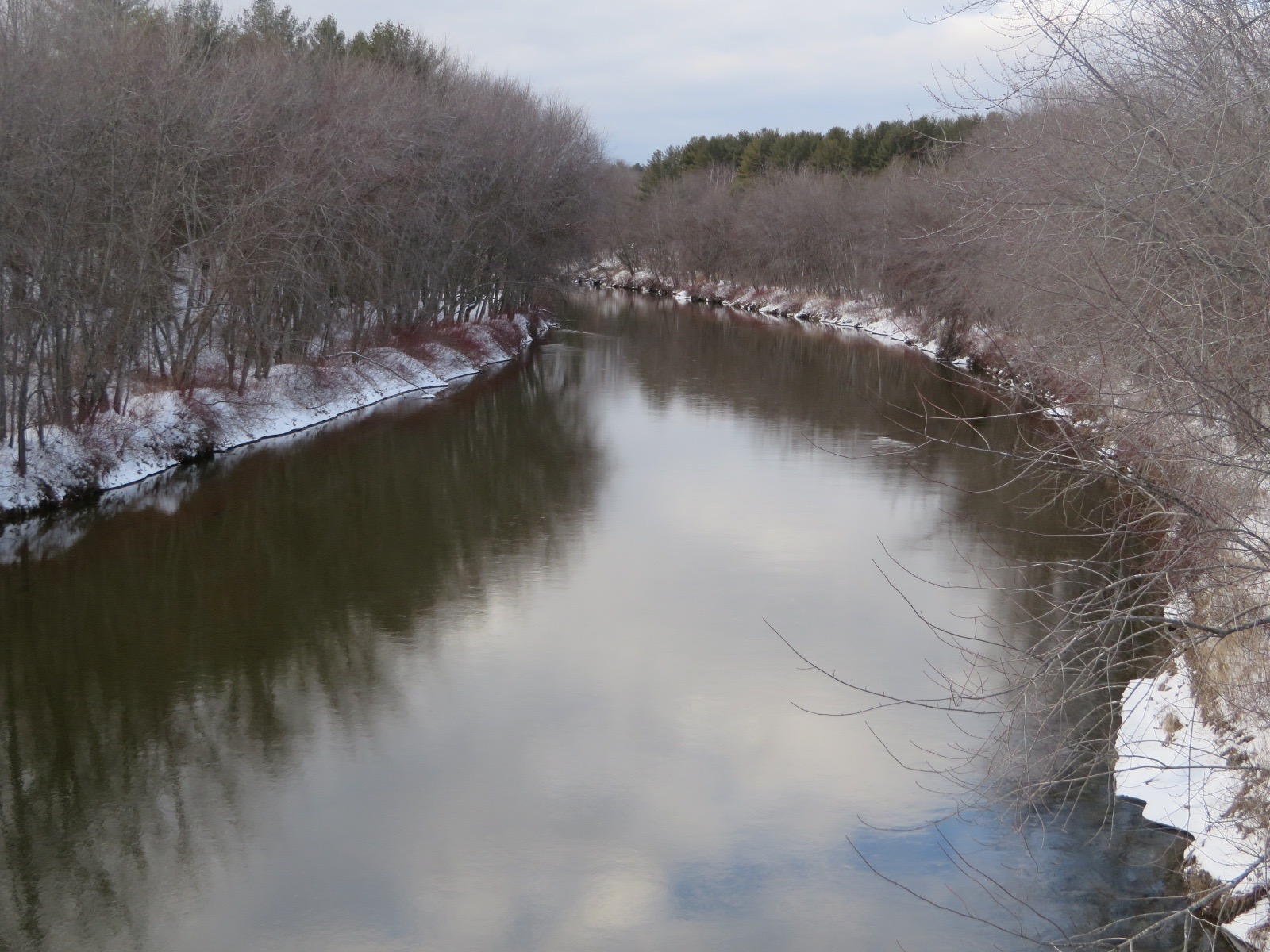
Der Baker River bei Plymouth